# ゲーテ・インスティトゥート
ゲーテ・インスティトゥート（ドイツ語: Goethe-Institut）は、ドイツ政府が設立した公的な国際文化交流機関で、外国人にドイツ語教育を推進し、国際的な文化交流・文化協力をする非営利団体であり、本部はミュンヘンにある。団体名の由来はドイツの詩人であるヨハン・ヴォルフガング・フォン・ゲーテである。ドイツ語コースには年間で234000名が受講している。
ゲーテ・インスティトゥートは現在世界に98カ国・151か所あり、日本では東京・京都にある。

## 歴史
1925年にヴァイマル共和政によって設立されたDeutsche Akademie（略称：DA)を引き継ぎ、1951年に設立された。

## 受賞歴
- 2005年アストゥリアス皇太子賞：コミュニケーションおよびヒューマニズム部門受賞

受賞対象：アリアンス・フランセーズ（フランス）、ダンテ・アリギエーリ協会（イタリア）、ブリティッシュ・カウンシル（イギリス）、ゲーテ・インスティトゥート（ドイツ）、 セルバンテス文化センター （スペイン）、カモンイス院 （ポルトガル）
受賞理由：「一部の組織は100年以上の歴史を持ち、各大陸の何百万人もの人々にそれぞれの各国の言語を教えるだけでなく、文学と芸術的伝統や西洋文明の基礎となる人間的価値観と倫理観を広く知らしめ、ヨーロッパの文化遺産の保護と育成に貢献している」
- 2007年、コンラート・ドゥーデン賞を「ドイツ語分野の貢献」が認められ受賞[2]。

## 授与

### ヘレン・アンド・カルト・ウォルフ翻訳者賞
ヘレン・アンド・カルト・ウォルフ翻訳者賞（Helen and Kurt Wolff Translator's Prize）は、前年に米国でドイツ語から英語へ優れた訳で出版した者を讃える年次文学賞である。この賞は1996年に設立され、ドイツ政府から資金提供を受けている。2014年までシカゴのゲーテ・インスティトゥートによって管理されていたが、2015年以降はゲーテ・インスティトゥート・ニューヨークで賞が授与された。

### ゲーテ・メダル
ゲーテ・インスティトゥートは年に一度、 ドイツ語と国際文化関係で優れた貢献を行った外国人を称え、ドイツ連邦共和国の公式の勲章であるゲーテメダルを授与する。ゲーテ・メダルは1954年にゲーテ・インスティトゥート執行委員会によって設立され、1975年にドイツ連邦共和国によって公式の勲章として認められた。

### かけはし文学賞
かけはし文学賞 （旧称: メルク「かけはし」文学賞）は、ドイツ語圏の現代文学の優れた日本語への翻訳に贈られる公募の文学賞。かけはし文学賞は、日本におけるドイツ語圏現代文学（ドイツ語版）の認知を広める作品とその翻訳者の業績を称えることを目的とし、メルクとゲーテ・インスティトゥート東京により隔年開催されている。